# Świstowa Kopa
Der Ratzenhöcker (polnisch Świstowa Kopa) ist ein Berg im Massiv der Miedziane Grań in der polnischen Hohen Tatra in der Woiwodschaft Kleinpolen mit einer Höhe von 1875 m n.p.m.

## Lage und Umgebung
Unterhalb des Gipfels liegen die Täler, Roztoka Murmelteirtal im Osten, Fünfseental im Westen und Roztokatal im Norden.
Vom Gipfel des Opalony Wierch im Süden wird der Ratzenhöcker durch das Ratzenjoch (Świstowe Siodło) getrennt. Sie liegt in dem Nordwestkamm des Massivs.

## Etymologie
Der Name Świstowa Kopa lässt sich als Murmeltierhügel übersetzen, analog dem zipserdeutschen Ausdruck „Ratzen“ für Murmeltiere. Er rührt von dem Hängetal Świstówka Roztocka unterhalb des Gipfels.

## Erstbesteigung
Der Aufstieg auf die Ratzenkoppe ist recht einfach. Es ist daher davon auszugehen, dass er bereits spätestens seit dem 17. Jahrhundert von Hirten, Bergleuten und Wilderern bestiegen wurde. Die auf ihm angelegte Alm reichte bis zum Gipfel.

## Tourismus
Die Ratzenkoppe ist bei Wanderern sehr beliebt, da er leicht zu besteigen ist. Ein blau markierter Wanderweg führt über den Gipfel vom Bergsee Meerauge ins Fünfseental.
Am Fuße des Massivs befinden sich die Schutzhütten Schronisko PTTK nad Morskim Okiem im Osten und Schronisko PTTK w Dolinie Pięciu Stawów Polskich im Westen.

## Belege
- Zofia Radwańska-Paryska, Witold Henryk Paryski, Wielka encyklopedia tatrzańska, Poronin, Wyd. Górskie, 2004, ISBN 83-7104-009-1.
- Tatry Wysokie słowackie i polskie. Mapa turystyczna 1:25.000, Warszawa, 2005/06, Polkart, ISBN 83-87873-26-8.